# Isosuperficie
Una isosuperficie è una superficie tridimensionale, di valore costante, creata dalla mescolanza di primitive (funzioni o elementi scheletrici) rappresentate da equazioni implicite nella forma {\displaystyle f(x,y,z)=0}. Le superfici implicite esprimono una rappresentazione più concisa rispetto alle superfici parametriche e forniscono una maggiore flessibilità nella modellazione e animazione di oggetti morbidi (soft objects).

## Aspetti teorici
I modelli di superfici implicite - anche chiamate blobby molecules (Blinn 1982), metaballs (Nishimura 1985), e soft objects (Wyvill, McPheeters, e Wyvill 1986) - sono utilizzati nella modellazione di forme organiche, forme complesse, e oggetti "soft" che sono difficili da animare e descrivere usando tecniche più tradizionali.
Una superficie implicita può essere immaginata come una fascia infinitesimalmente sottile di una qualche quantità misurabile, come per esempio colore, densità, temperatura, pressione, ecc.... La quantità varia all'interno del volume, ma è costante lungo la superficie. Perciò, una superficie implicita consiste in quei punti nello spazio tridimensionale che soddisfano alcuni requisiti particolari. Matematicamente, il requisito è rappresentato da una funzione {\displaystyle f}, il cui argomento è un punto tridimensionale {\displaystyle p}.
Per definizione, se {\displaystyle f(p)=0}, allora {\displaystyle p} si trova sulla superficie. La funzione {\displaystyle f} caratterizza intrinsecamente un volume: quei punti per cui {\displaystyle f<0}, si trovano su un lato (nominativamente l'"interno") della superficie; quei punti per cui {\displaystyle f>0}, si trovano sull'altro lato della medesima superficie. La funzione {\displaystyle f} non descrive esplicitamente la superficie, ma implica la sua esistenza. Per molte funzioni, {\displaystyle f} è proporzionale alla distanza fra {\displaystyle p} e la superficie. Questo e altri attributi, incoraggiano particolari forme di modellazione geometrica.
Le superfici implicite sono differire nell'aspetto, e in ogni caso nell'espressione, dalle superfici parametriche più tipiche del CAD e della computer grafica. Per esempio, l'espressione parametrica e quella implicita per il cerchio unitario, sebbene descrivano forme identiche, differiscono molto nella loro forma e proprietà. Nel caso parametrico equi-angolare, è semplice da calcolare un punto sul cerchio a un dato angolo; questo non è possibile per la rappresentazione implicita, ma essa, a differenza della parametrica, determina intrinsecamente se un punto sia dentro, fuori o all'interno del cerchio.

### Normale di una superficie implicita
La normale è quel vettore che è perpendicolare alla superficie in un punto. Sotto viene mostrato come calcolare il vettore normale per una superficie implicita:
La normale di una superficie implicita {\displaystyle f(x,y,z)=0} in un punto {\displaystyle (x_{0},y_{0},z_{0})} è il vettore
{\displaystyle \left({\frac {\partial f(x_{0},y_{0},z_{0})}{\partial x}},{\frac {\partial f(x_{0},y_{0},z_{0})}{\partial y}},{\frac {\partial f(x_{0},y_{0},z_{0})}{\partial z}}\right)}
Esempio: L'ellissoide {\displaystyle {\frac {x^{2}}{a^{2}}}+{\frac {y^{2}}{b^{2}}}+{\frac {z^{2}}{c^{2}}}-1=0}. Una derivata parziale sarebbe, per esempio {\displaystyle {\frac {\partial f}{\partial x}}={\frac {2x}{a^{2}}}}, quindi la normale è {\displaystyle {\biggl (}{\frac {2x}{a^{2}}},{\frac {2y}{b^{2}}},{\frac {2z}{c^{2}}}{\biggr )}}, che è nella stessa direzione di  {\displaystyle {\biggl (}{\frac {x}{a^{2}}},{\frac {y}{b^{2}}},{\frac {z}{c^{2}}}{\biggr )}}
Per esempio, la normale nel punto {\displaystyle (0,0,-c)} è {\displaystyle (0,0,-c/c^{2})=(0,0,-1/c)}. Questo è un vettore nella direzione {\displaystyle (0,0,-1)}.

## Applicazioni
Le isosuperfici sono normalmente mostrate usando la computer grafica, e sono usate come metodo di visualizzazione di dati in fluido dinamica computazionale (FDC), dando la possibilità agli ingegneri di studiare le caratteristiche del flusso di un fluido (gas o liquido) intorno agli oggetti, come le ali degli aeroplani. Una isosuperficie può rappresentare l'onda d'urto in volo supersonico, o molteplici isosuperfici possono essere generate mostrando una sequenza di valori di pressione nell'aria che fluisce intorno ad un'ala.
In medicina, le isosuperfici possono essere usate per rappresentare regioni di una particolare densità nella scansione tridimensionale di una TAC, permettendo la visualizzazione di organi interni o altre strutture.
Numerose altre discipline come farmacologia, chimica, geofisica e meteorologia usano isosuperfici nelle  rappresentazioni di funzioni a più variabili.